# RTFM
RTFMとは、"read the fucking manual"（マニュアルを読みやがれ）という語句の頭字語である。
道徳上不穏当な表現の編集除去が施された文章においては、"read the frickin' manual"、"read the factory manual"、"read the flaming manual"、"read the fine manual"、"read the friendly manual"、"read the [pause] manual"などの派生形に置き換えて用いられる。RTFMと同種の頭字語として、"STFW"（"search the fucking web" - ウェブ検索しやがれ）、"GIYF"（"Google is your friend" - Googleはともだち）、"DYOR"（do your own research - 自力で調べやがれ）、"LMGTFY"（"let me Google that for you" - 貴方のためにググらせてください）などがある。これらは質問者にウェブや製品マニュアルから容易に解答が得られることを指摘するために使われる。また、電子掲示板などで質問する前にある程度は自身で調べることが望ましいと示唆するためにも使われる。

## 推定される起源
この頭字語が使われた初めての事例は、1979年に『LINPACK User's Guide』の目次において「"R.T.F.M." -- Anonymous」という形で記述されたもので、この時点で既に広く知られていたと考えられる。その後、Cleve Molerにより、テクトロニクスのソフトウェア・マネージャーだったNed Thanhouserが、MATLABを開発中のアルゴンヌ国立研究所を訪れたさいに、この箇所を加筆したということが明らかにされた。

## RTFMの別の解釈
- "read the fucking mail"（電子メールを読みやがれ）
- "read the fucking Mail"（『デイリー・メール』を読みやがれ）
- "read the fucking memo"（メモを読みやがれ）
- "read the fucking message"（メッセージを読みやがれ）
- "reboot the fucking machine"（再起動しやがれ）
- "reset to factory mode"（初期化しやがれ）

## 同種の頭字語
- RTBM （"read the bloody manual" - イギリスやオーストラリアなどでは、ごくわずかに上品な同義語として用いられる）[4]
- RTFA（"read the fucking/featured article" - Fark.com[5]やSlashdotなど、"The article"の代わりに"TFA"と表記することがミームとして定着している電子掲示板で一般的）
- RTDA（"read the damn article"）
- RTDM（"read the damn menu"）
- RTDM（"read the damn manual"）
- WABM（"write a better manual" - 出来が悪いマニュアルへの文句を表す返答）[6]
- RTFE（"read the fucking error"）
- RTFM41（"read the fucking manual for once"）
- RTFW（"read the fucking wiki"）
- RTFC（"read the fucking chart" - 不適切なデータを入力した担当者への医師の返答）
- RTFS（"read the fucking source" または "read the fucking standard"）[7]
- RTFB（"read the fucking binary"）[8]
- RTFQ（"read the fucking question"）